# Windskaten

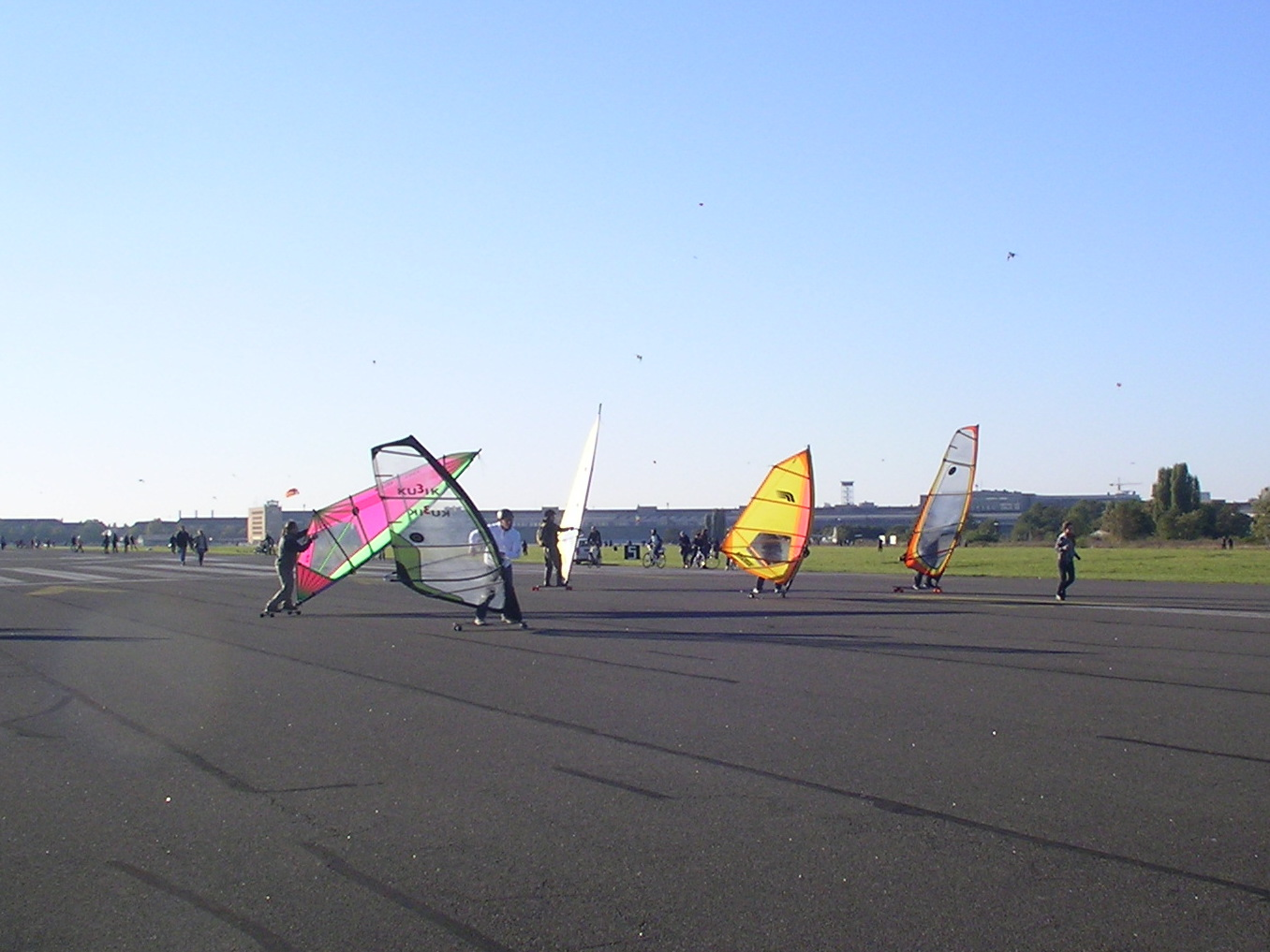
Windskaten auf dem Tempelhofer Feld

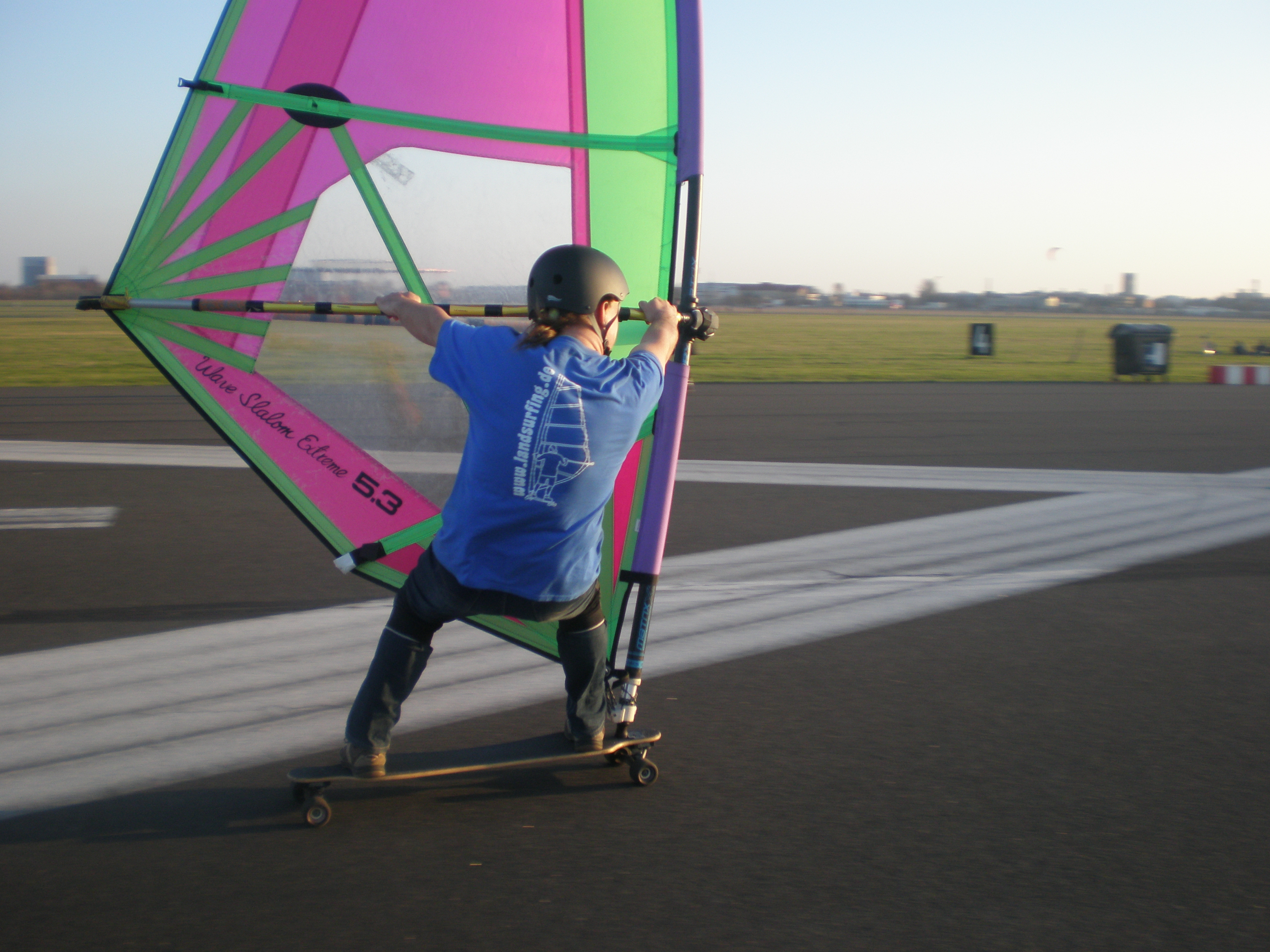
Windskater auf dem Tempelhofer Feld

Windskaten (auch Landsurfen) ist die Übertragung des Sports Windsurfen vom Wasser auf das Land. Bei diesem Sport wird ein Surfrigg (Segel, Mast, Gabelbaum) auf ein Longboard oder Allterrainboard montiert, welches sich mit Rollen fortbewegt. Auf dem Board stehend wird die Energie des Windes mit dem Segel zur Fortbewegung genutzt.
Für eine Fortbewegung ähnlich der Gleitfahrt beim Windsurfen im Wasser wird deutlich weniger Wind benötigt als auf dem Wasser, da der Rollwiderstand sehr niedrig ist. Ab 3 Windstärken (Bft) ist ein ideales Fahren mit Segelgrößen von ca. 4,7 m² – 5,5 m² möglich.
Zum Richtungswechsel können viele Arten von Wenden und Halsen durchgeführt werden. Die Tricks und Manöver mit dem Segel sind deutlich leichter zu erlernen als auf dem Wasser beim Windsurfen.

## Fahrtechnik
Wie beim Windsurfen bringt man das Segel je nach Kurs in bestimmte Stellung zum Wind, um Vortrieb zu erzeugen.
Die Richtung ändert man ausschließlich durch Fußsteuerung, wie beim Fahren mit Longboard üblich. Ähnlich auch wie beim Windsurfen in Gleitfahrt.
Wenden und Halsen können in verschiedenen Spielarten gefahren werden, wobei die klassische Wende wie auf dem Wasser beim Windsurfen eigentlich nicht gefahren wird. Wenden und Halsen sind einfacher zu fahren, als beim Windsurfen, da man durch die Rollen kaum Geschwindigkeit beim Manöver verliert. Viele Manöver vom Windsurfen, wie Duck Jibe, Heli Tack, Push Tack, Duck Tack, Conca Tack, 360er auch in Varianten mit Clew First (Gabelbaumende nach vorne), Switch Stance (Füße stehen in der anderen Richtung) sind recht schnell zu erlernen. Auch einige Tricks aus dem Skateboard- oder Longboardbereich mit dem Board sind möglich wie z. B. Slides oder umschlagen des Brettes über die Nose, Sprünge um den Mast, Sprünge auf dem Board, während das Segel im Wind fliegt.

## Material und Zubehör

### Brett
Für das Fahren auf Asphalt eignen sich Longboards mit einem Achsabstand von 1 m oder länger. Das Brett sollte an den Fußpositionen relativ breit sein, um gut lenken zu können. Für einige fortgeschrittene Tricks benötigt das Board Nose oder Tail. Das sind über die Achse hinaus stehende evtl. leicht nach oben gebogene Enden des Bretts.
Für das Fahren auf Wiese oder anderem groben Untergrund werden Allterrainboards verwendet.

### Achsen
Die Achsen bestimmen das Lenkverhalten, den Lenkradius und zum Teil die Höhe des Bretts über dem Asphalt. Sie können bei höheren Geschwindigkeiten auch für das Schlingern verantwortlich sein. Es können Top Mount als auch Drop-Through oder Drop-In Achsen verwendet werden.
Die Achsen sollten nur so breit sein, dass die Rollen kaum über den Brettrand hinaus stehen. Ansonsten kann es vorkommen, dass man sich beim Anhalten oder pushen das Hinterrad in den Hacken schiebt. Dies passiert auch gerne bei Allterrainboards.

### Rollen
Die Größe muss an die Konstruktion des Boards und der Breite der Achse angepasst sein, damit kein Wheelbite auftritt (Schleifen der Rolle am Brett bei enger Kurve). Die Härte und Form der Rolle richtet sich nach den bevorzugten Fahrstil. Bei geradlinigen Fahrten mit hohen Geschwindigkeiten werden zumeist „Griprollen“ verwendet, diese bestehen aus einer weicheren Polyurethan-Mischung. Für Tricks mit Slides kann man Sliderollen verwenden, diese bestehen aus einer härteren Polyurethan-Mischung, dies und die angepasste form der Rollen, ermöglicht ein leichteres Gleiten über den Untergrund. beim Sliden ist darauf zu achten, dass die Rollen dabei weiter in Bewegung bleiben, damit kein Flatspots in die Rollen eingeschliffen werden.

### Rigg
Unter dem Rigg versteht man die Gesamteinheit aus Mast, Mastbecher bzw. Mastverlängerung, Gabelbaum und Segel. Dieses Equipment übernimmt man vom Windsurfen. Älteres, robustes Material ist für das Benutzen auf dem Asphalt gut geeignet.
Das Rigg kann entweder mit dem Mastfuß an das Longboard geschraubt werden oder es wird direkt der Powerjoint an das Longboard geschraubt. In beiden Fällen muss ein Loch für eine Schraube M8 in das Longboard gebohrt werden. Am besten direkt hinter der Vorderachse, so dass die Schraube bzw. Mutter problemlos hinter die Achse passt. Alternativ kann auch ein Gewinde in das Board eingepresst werden.